# Iglesia de la Santísima Trinidad (Cambridge)
La Iglesia de la Santísima Trinidad es una iglesia en Market Street, en la ciudad de Cambridge, en Cambridgeshire, Inglaterra, en la esquina con Sidney Street. Su párroco actual es Stuart Browning. Teológicamente, se sitúa dentro de la tradición evangélica carismática de la Iglesia de Inglaterra.

## Historia
La primera Iglesia de la Santísima Trinidad en Cambridge estaba junto a la antigua carretera romana y era simplemente un pequeño edificio de madera con techo de paja. Esta iglesia se quemó en 1174. En 1189, se comenzó a construir una nueva iglesia de piedra. La mampostería de la pared oeste bajo la torre es todo lo que queda de la iglesia de esta época.

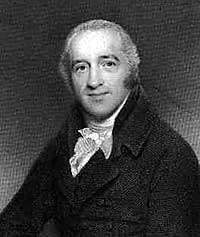
Charles Simeon (1759–1836), vicario de la Iglesia de la Santísima Trinidad.

Hacia alrededor de 1350, se recaudó dinero para ensanchar la nave y añadir dos pasillos. En aproximadamente 1348, se añadió una aguja a la torre. Alrededor de 1400, se construyeron dos transeptos en estilo perpendicular. Durante la Reforma Inglesa (1550-1750), la Iglesia de la Santísima Trinidad se desarrolló aún más. En 1616, se erigió una galería a lo largo del lado norte de la nave para dar cabida al aumento del tamaño de la congregación.
De 1782 a 1836, la Iglesia de la Santísima Trinidad estuvo en el centro de la vida espiritual en Cambridge. El ministerio de Charles Simeon (1759-1836) comenzó cuando fue nombrado párroco por el Obispo de Ely en contra de los deseos de los mayordomos y la congregación de la época, quienes no simpatizaban con su evangelismo. En 1794, Simeon introdujo un órgano de barril con sesenta melodías de himnos en la iglesia. Aparte de la reparación de la sección inferior de la aguja en 1824 y la pintura y barnizado en el interior de la iglesia, Simeon no realizó alteraciones estructurales hasta 1834. En ese momento, el pequeño coro con bóveda nervada del siglo XIV fue demolido y reemplazado por la actual extensión mucho más grande, construida de ladrillo y yeso. Estos cambios se realizaron sin la intervención de un arquitecto. Simeon también fue uno de los fundadores de la Sociedad Misionera de la Iglesia en 1799.
La iglesia continuó floreciendo con su reputación evangelística durante la época victoriana. En 1887, el coro se terminó en piedra, se reemplazaron los bancos, se añadieron puestos para el coro y se eliminaron la mayoría de las galerías. En el mismo año, se construyó el Salón Conmemorativo Henry Martyn junto a la iglesia como centro para estudiantes cristianos en la Universidad de Cambridge. Desde 1873 hasta 1889, hubo alrededor de 140 ofertas a la Sociedad Misionera de la Iglesia. En 1885, los Siete de Cambridge fueron a China, inspirando a otros misioneros cristianos.

## Actualidad
La Santísima Trinidad de Cambridge se encuentra dentro de la tradición evangélica carismática de la Iglesia de Inglaterra. La iglesia suscribe la base de fe del Consejo Evangélico de la Iglesia de Inglaterra, y en su Perfil Parroquial de 2020 pidió al nuevo párroco que "mantenga los estándares bíblicos ortodoxos sobre temas éticos como las relaciones del mismo sexo".

## Personas destacadas
- Peter Ackroyd, erudito bíblico, fue un vicario honorario aquí desde 1957 hasta 1961.
- Charles Clayton, párroco en la Santísima Trinidad desde 1851 hasta 1865.[5]
- Thomas Rawson Birks, párroco desde 1866 hasta 1877.
- Max Warren, párroco desde 1936 hasta 1942.
- Thomas Goodwin, párroco desde 1632 hasta 1633.

## Galería

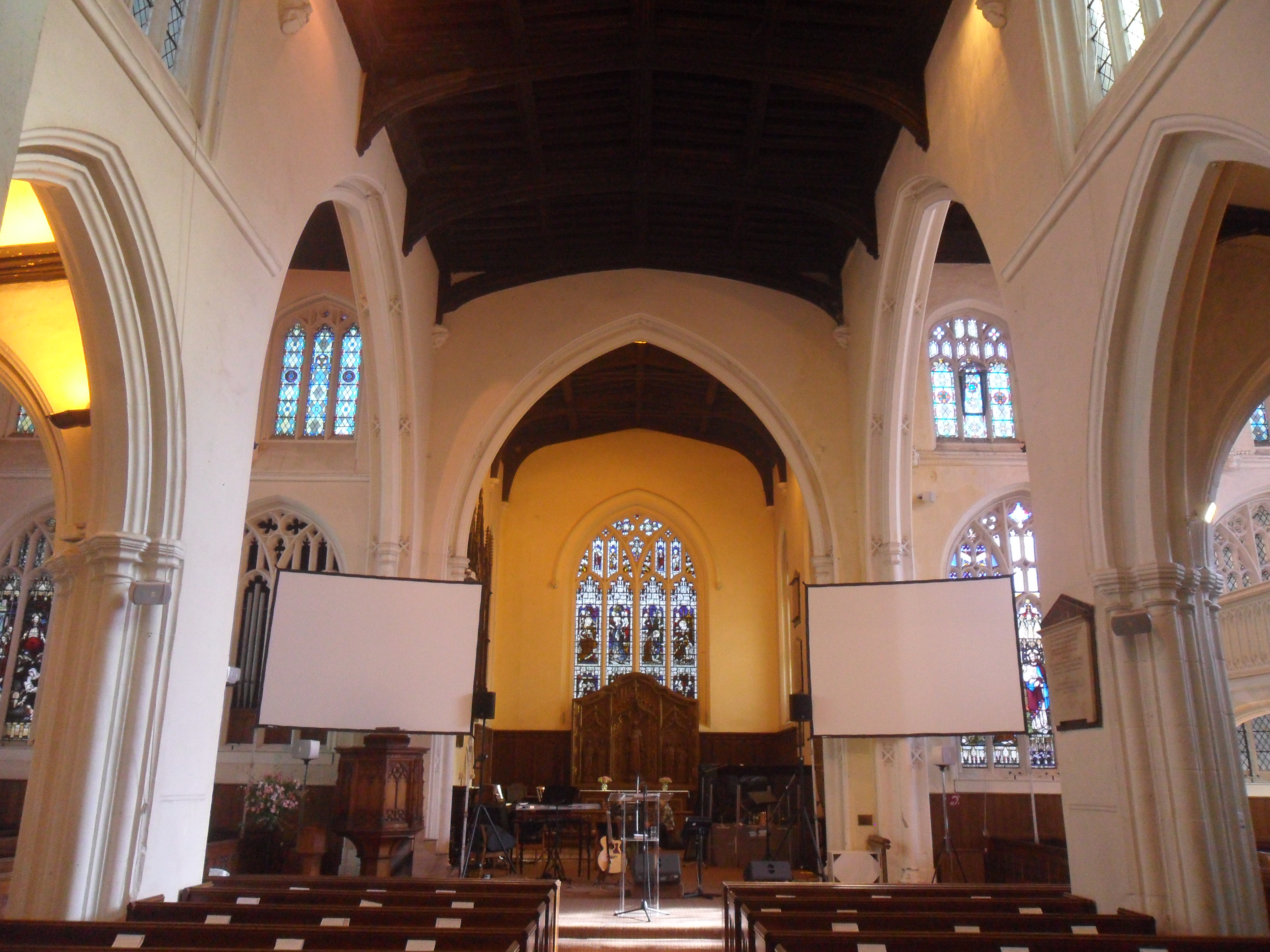
Interior de la Santísima Trinidad en 2012
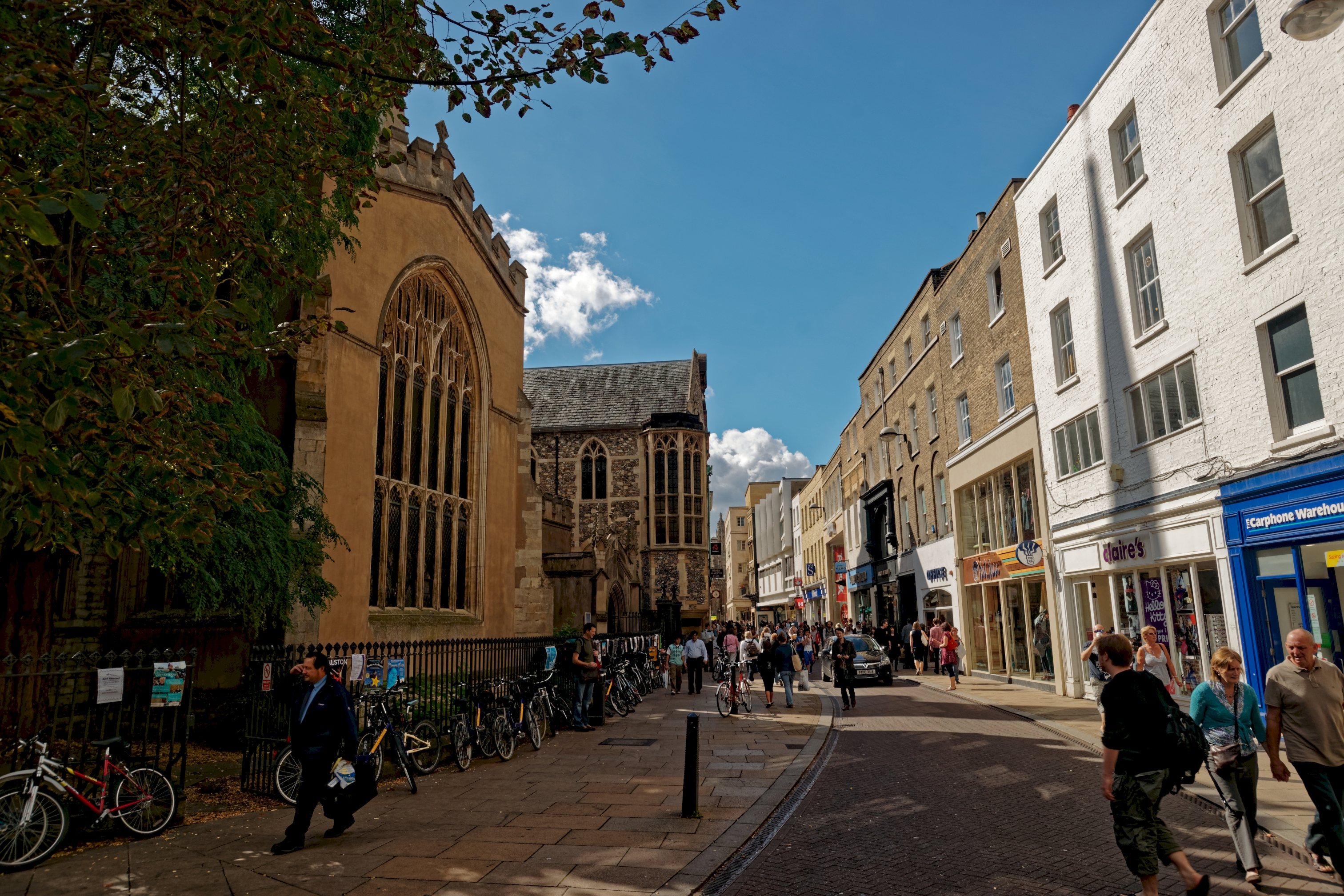
Iglesia de Sidney Street, Cambridge
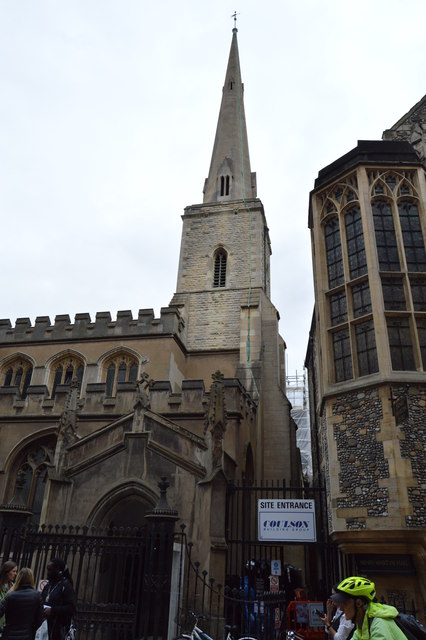
Entrada de la iglesia en Market Street, Cambridge